# Jessica Carlson
Jessica Carlson (née le 31 août 1993) est une actrice américaine de New York, connue principalement pour son rôle de Rebecca, la « fille-singe » dans le film sorti en 2009 L'Assistant du vampire.

## Carrière
Jessica Carlson étudie le cinéma et le théâtre à la Wesleyan University et l'écriture de scénarios La Nouvelle École. Elle suit également des cours à la Upright Citizens Brigade (en), au Groundlings, au Lee Strasberg Theatre Institute et à la Royal Central School of Speech and Drama.
En 2007, Jessica Carlson interprète Laurie dans Brighton Beach Memoirs de Neil Simon au Emelin théâtre de Larchmont.
Au cinéma elle joue dans Merveille du monde et Violator, La Vie devant ses yeux de Vadim Perelman en 2008 et Goyta, et, à la télévision, dans New York, police judiciaire (épisode Angelgrove), et The Big C (épisode Apparences trompeuses) en 2010.
En 2009, elle interprète le rôle de Rebecca dans L'Assistant du vampire de Paul Weitz. Pour ce rôle, Jessica Carlson remporte le prix de la Meilleure Actrice secondaire dans un Film de long métrage en 2010 au Young Artist Awards.
En 2020, elle joue dans The Man in the Woods de Noah Buschel avec Marin Ireland, Sam Waterston et William Jackson Harper.
Jessica Carlson joue également le rôle de Liesel Meminger dans une bande annonce du film pour le roman La Voleuse de livres d'après le roman de Markus Zusak au Teens Book Video Awards.
Elle est instructrice de hatha yoga certifiée.

## Cinéma et télévision
- 2007 : Goyta
- 2007 : La Vie devant ses yeux
- 2008 : New York, police judiciaire
- 2009 : L'Assistant du vampire
- 2010 : The Big C
- 2014 : A Future to Hold
- 2019 : The Man in the Woods